# Klein Curaçao
Klein Curaçao (niderl. Małe Curaçao) – niewielka, niezamieszkana wyspa na Morzu Karaibskim w archipelagu Wysp Zawietrznych, należąca do będącego częścią Królestwa Niderlandów państwa Curaçao. Wyspa ma powierzchnię 1,7 km² (maksymalna długość 2,4 km, maksymalna szerokość 750 metrów), a od Curaçao oddalona jest o około 11 kilometrów. Wschodni brzeg jest kamienisty, natomiast zachodni piaszczysty (jest to najdłuższa plaża w  Curaçao).
W 1888 roku na wyspie założono niemiecką bazę morską, która miała stanowić zaczątek dla kolonii Niemieckich Karaibów. Ze względu jednak na bezleśną, płaską powierzchnię wyspy oraz tropikalne burze, projekt budowy bazy został wkrótce porzucony. W przeszłości Klein Curaçao wykorzystywano do wypasu koni, jednak na skutek wydobycia fosforanów (1871–1913) jej roślinność została zniszczona.
Obecnie Klein Curaçao nie ma stałych mieszkańców. Poza kilkoma chatami przeznaczonymi dla rybaków i turystów, zlokalizowanymi na zachodnim brzegu wyspy, jedynym budynkiem znajdującym się jest zrujnowana latarnia morska z 1850 roku. Po stronie nawietrznej (na wschodnim brzegu) od lat 60. niszczeje wrak małego tankowca Maria Bianca Guidesman. Maria Bianca Guidesman to duży statek towarowy używany do transportu towarów drogą morską. Statek o długości 260 metrów i nośności ponad 40 000 ton opuścił port w Ameryce Południowej i popłynął do Europy. Do wypadku doszło, gdy statek uderzył w rafę podczas żeglowania wokół Klein Curacao, niezamieszkanej wyspy na południowy wschód od głównej wyspy Curacao. Jednocześnie na brzeg ten wyrzucane są kawałki drewna i morskie śmieci.
Ze względu na otaczającą wyspę rafę oraz mnogość podwodnych jaskiń, Klein Curaçao jest popularnym celem turystyki podwodnej.

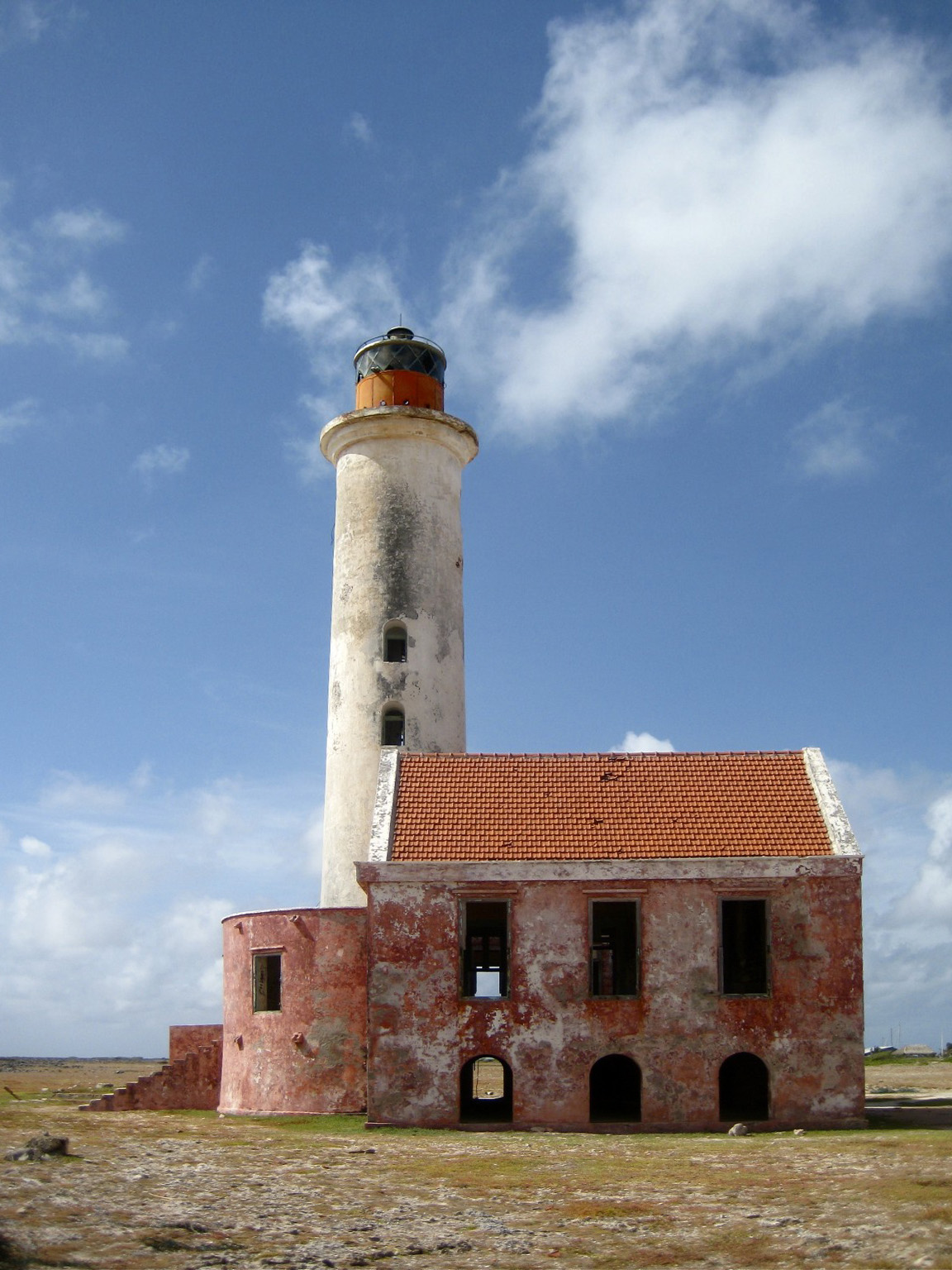
Opuszczona latarnia morska
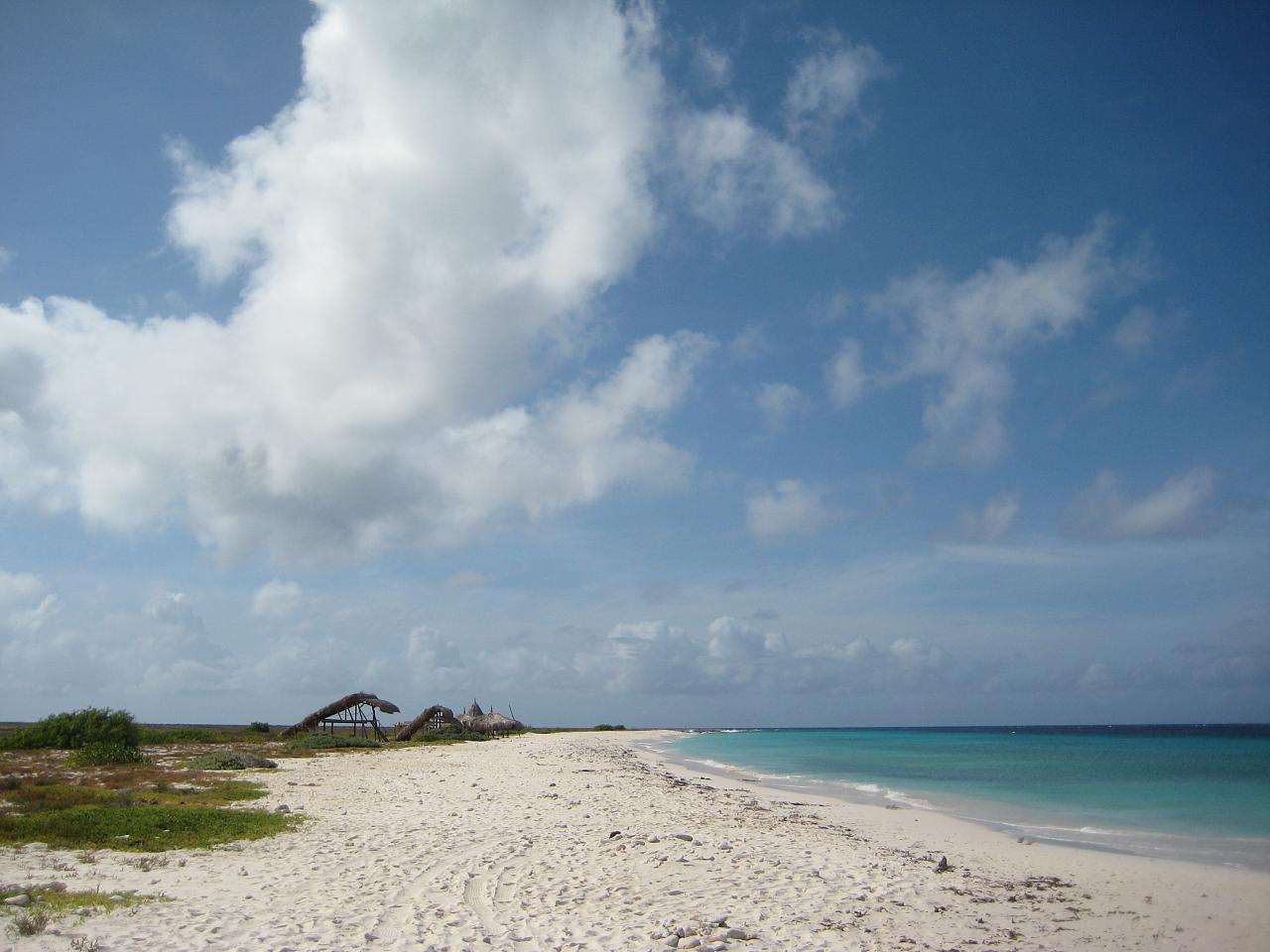
Plaża w zachodniej części wyspy
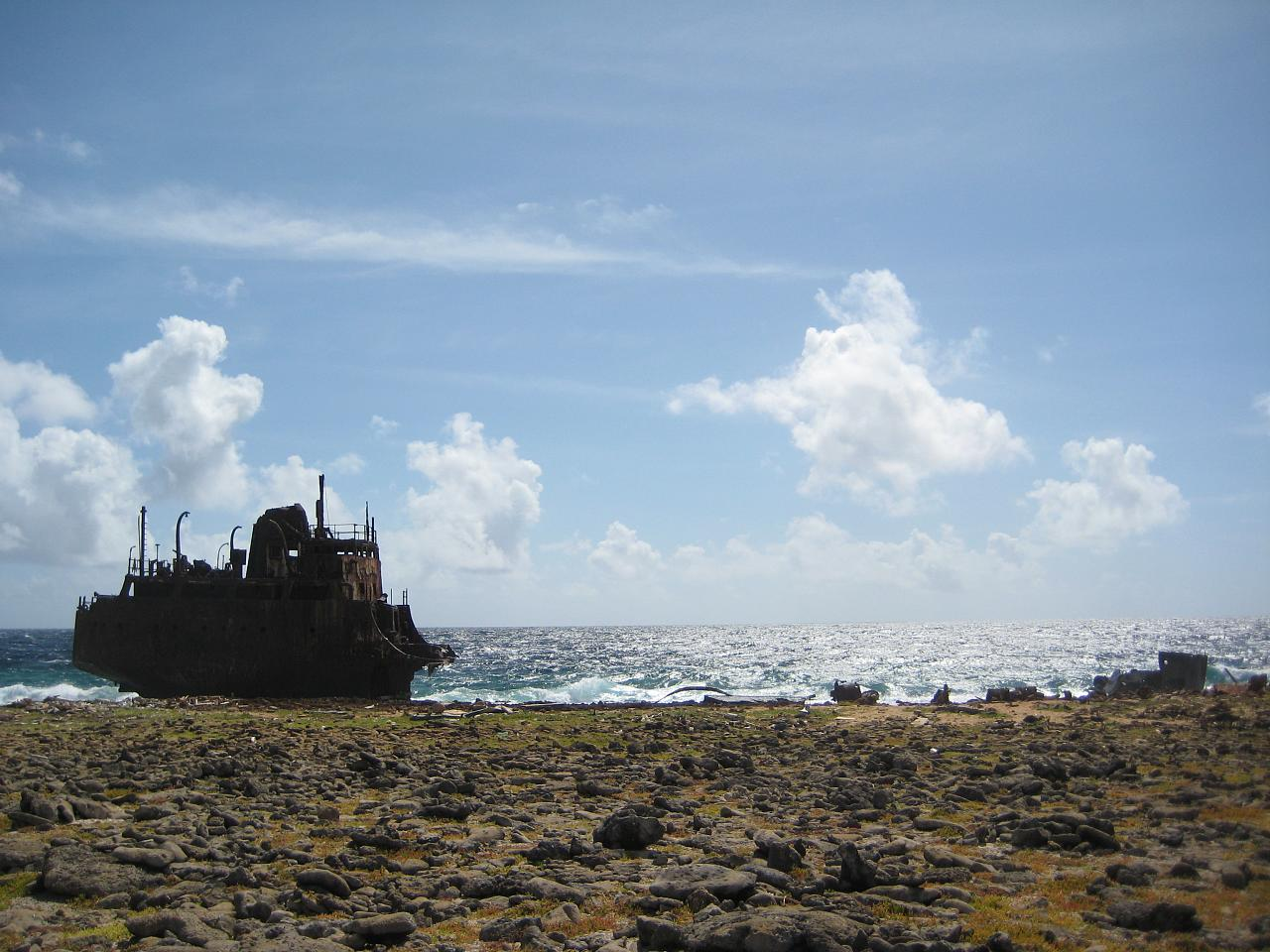
Wrak tankowca na wschodnim brzegu
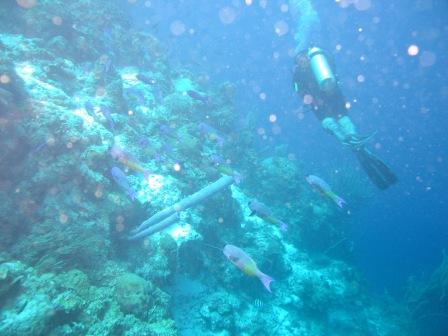
Rafa w okolicy Klein Curaçao